# Асыввож (приток Ижмы)
Асыввож (устар. Асыв-Вож) — река в России, протекает по Сосногорскому району Республики Коми. Устье реки находится в 521 км по правому берегу реки Ижма. Длина реки составляет 13 км.

## Данные водного реестра
По данным государственного водного реестра России относится к Двинско-Печорскому бассейновому округу, водохозяйственный участок реки — Печора от впадения реки Уса до водомерного поста Усть-Цильма, речной подбассейн реки — бассейны притоков Печоры ниже впадения Усы. Речной бассейн реки — Печора.